# Les Chalesmes
Les Chalesmes là một xã trong vùng hành chính Franche-Comté, thuộc tỉnh Jura, quận Lons-le-Saunier, tổng Les Planches-en-Montagne. Tọa độ địa lý của xã là 46° 41' vĩ độ bắc, 06° 02' kinh độ đông. Les Chalesmes nằm trên độ cao trung bình là 936 mét trên mực nước biển, có điểm thấp nhất là 830 mét và điểm cao nhất là 1113 mét. Xã có diện tích 9.47 km², dân số vào thời điểm 2005 là 88 người; mật độ dân số là 9 người/km².

## Thông tin nhân khẩu
| 1962 | 1968 | 1975 | 1982 | 1990 | 1999 |
| ---- | ---- | ---- | ---- | ---- | ---- |
| 110  | 116  | 96   | 88   | 78   | 90   |